# Cyclyrius sharpei
Cyclyrius sharpei är en fjärilsart som beskrevs av Butler. Cyclyrius sharpei ingår i släktet Cyclyrius och familjen juvelvingar. Inga underarter finns listade i Catalogue of Life.